# Бахчисарайцев, Григорий Христофорович

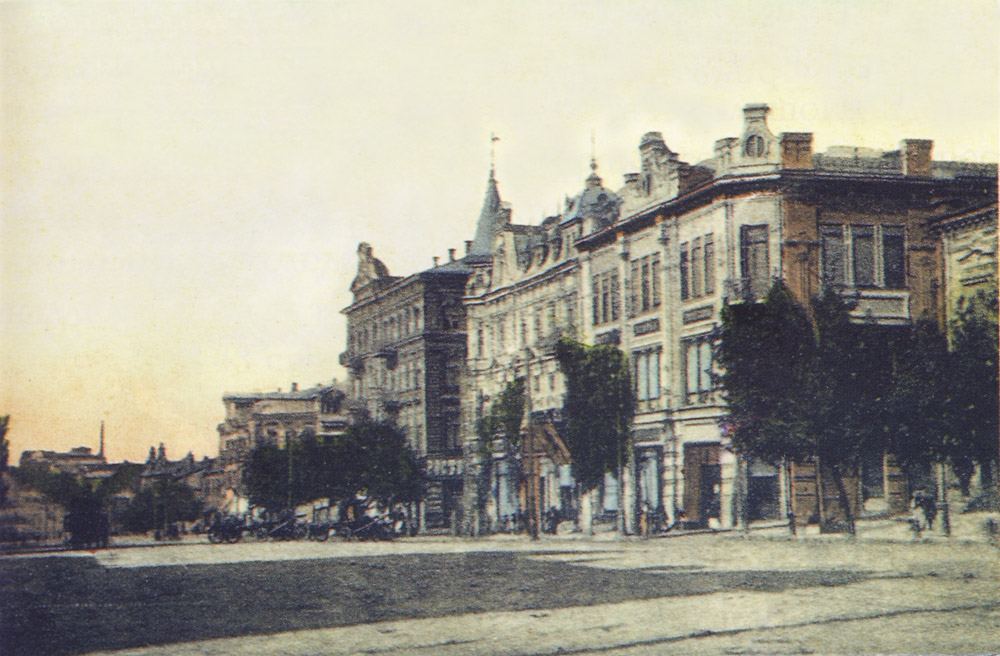
Доходный дом Г. Х. Бахчисарайцева (пересечение Таганрогского проспекта 26 и улицы Никольской 81)

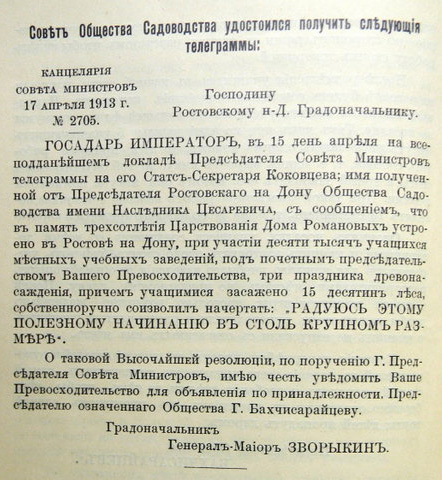
Поздравление российского императора

Григорий Христофорович Бахчисарайцев (1852—1920) — российский государственный и общественный деятель.

## Биография
Родился в 1852 году в Нахичевани-на-Дону.
Получил домашнее воспитание. 
Был гласным Ростовской городской Думы с 1882 по 1917 годы. В Думе являлся членом комиссии по замощению улиц, членом торговой депутации, членом по городскому по квартальному налогу присутствия. С 1915 года — почётный мировой судья ростовского судебно-мирового округа.
Занимался общественной деятельностью — был председателем общества садоводов. Инициатор и организатор в Ростове-на-Дону «Празднеств древонасаждения» (с 1910 года); редактор ростовского журнала «Садовод».
Умер в 1920 году в Ростове-на-Дону.

## Интересные факты
- Григорий Христофорович известен также как купец 2-й гильдии. Со своим родным братом — Эммануилом Христофоровичем (1865—1943), они были крупнейшими торговцами обувью в городе Ростове-на-Дону.
- В Симферопольском уезде Таврической губернии, у станции Бельбек, Бахчисарайцев владел землёй[3] с фруктовым садом и двумя каменными домами. Также владел домами в Нахичевани и Ростове-на-Дону. Дом в Ростове внесен в реестр памятников архитектуры[4].